# アルゼンチン海軍艦艇一覧
アルゼンチン海軍艦艇一覧は、アルゼンチン共和国海軍が過去保有した、または現在保有する、または将来保有する予定の、未完成・計画中止を含めた歴代艦艇一覧である。
凡例

## 現有勢力（2024年現在）
- 国防予算：33億8,000万ドル[1]
- 海軍人員：1万4,768名[1]
- 艦船隻数：45隻（排水量20t以上）[1]

潜水艦×2
TR-1700型×1
209/1200型×1
駆逐艦×4
アルミランテ・ブラウン級×4
コルベット×7
哨戒艦×10
ミサイル艇×2
哨戒艇×6
揚陸指揮艦×1
調査/測量艦×3
測量艇×1
練習艦×2
補給艦×1
輸送艦×2
設標艦×3
砕氷艦×1
- 航空機数：31機[1]

艦載ヘリコプター×9
陸上固定翼機×22
- コーストガード：船艇43隻、航空機14機[1]

## 艦艇一覧（近代海軍以前）

### 未分類
- レスガルド級 - 2隻

レスガルド（Resguardo） - 1874年、??門
ビジランテ（Vigilante） - 1874年、??門
- アソパルド（Azopardo） - 1884年、??門

- ガビオタ（Gaviota） - 1888年、??門

- ゴロンドリーナ級 - 2隻

ゴロンドリーナ（Golondrina） - 1888年、??門
ウスアイア（Ushuaia） - 1888年、??門

## 艦艇一覧（近代海軍）

### 主力艦

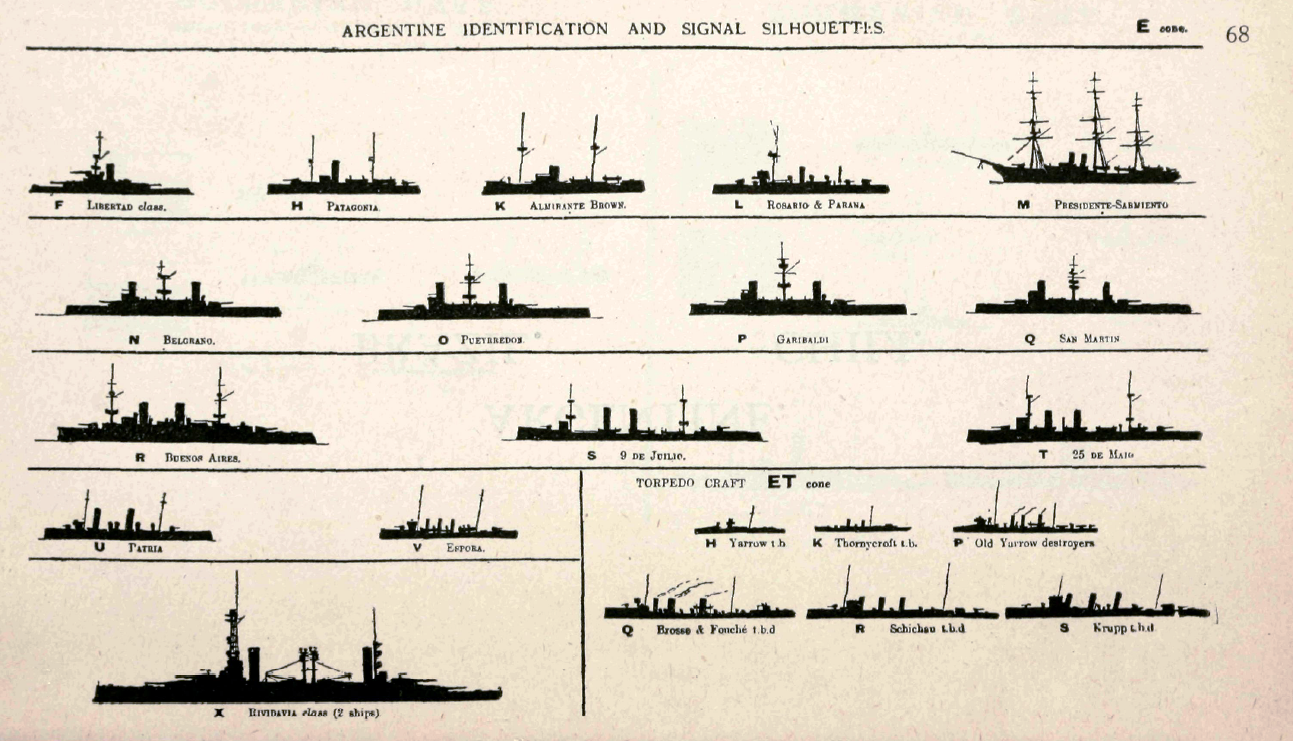
1914年のアルゼンチン海軍の艦艇

#### 戦艦
モニター艦
- エル・プラタ級 - 2隻

エル・プラタ（La Plata）、ロス・アンデス（Los Andes）
草創期の戦艦
- アルミランテ・ブラウン（Almirante Brown） - 1隻 ※ 中央砲門艦

海防戦艦
- インデペンデンシア級 - 2隻

インデペンデンシア（Independencia）、リベルタ（Libertad）
弩級戦艦
- リバダビア級 - 2隻

リバダビア（Rivadavia）、モレノ（Moreno）

#### 航空母艦
軽空母
- 旧・英『コロッサス』級 - 2隻

インデペンデンシア（V-1 Independencia） ※ 旧・『ウォリアー（Warrior）』
ベインティシンコ・デ・マヨ（V-2 Veinticinco de Mayo） ※ 旧・『ヴェネラブル（Venerable）』

### 水上戦闘艦

#### 巡洋艦
防護巡洋艦
- パタゴニア（Patagonia） - 1隻

- ベインティシンコ・デ・マヨ（Veinticinco de Mayo） - 1隻

- ヌエベ・デ・フリオ（Nueve de Julio） - 1隻

- ブエノス・アイレス（Buenos Aires） - 1隻

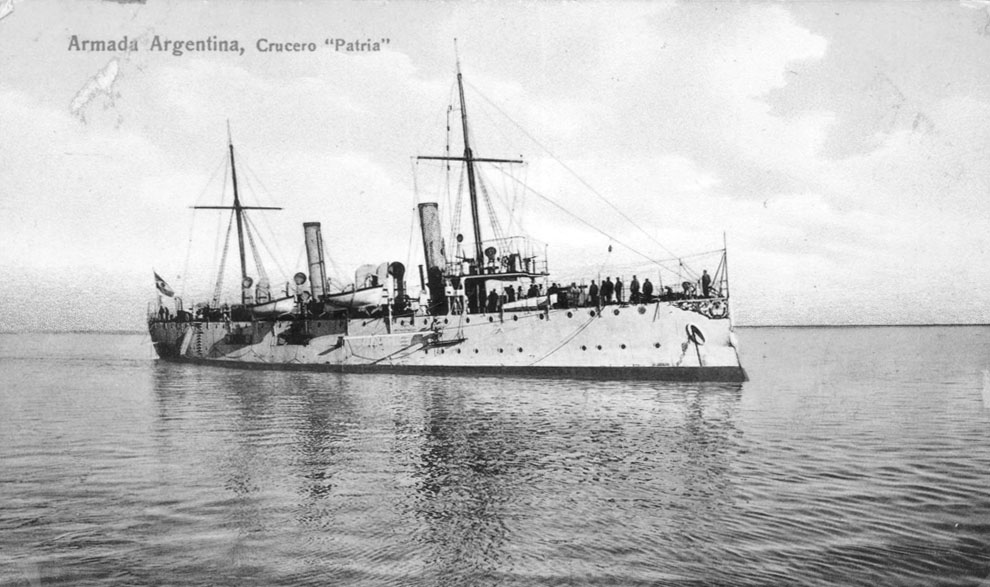
水雷巡洋艦「パトリア」

偵察巡洋艦・通報艦
- パンペロ（Pampero） - 1隻

水雷巡洋艦・水雷砲艦
- エスポーラ（Espora）級 - 2隻

エスポーラ（Espora）、ロサレス（Rosales）
- パトリア（Patria） - 1隻

装甲巡洋艦
- 旧・伊『ジュセッペ・ガリバルディ』級 - 4隻

ガリバルディ（Garibaldi）、サン・マルティン（San Martin）、ヘネラル・ベルグラーノ（General Belgrano）、プエイレドン（Pueyrredon）
軽巡洋艦
- ラ・アルヘンティーナ（C-3 La Argentina） - 1隻

- 旧・米『ブルックリン』級 - 2隻

ヘネラル・ベルグラーノ（C-4 General Belgrano） ※ 旧・『フェニックス（Phoenix）』
ヌエベ・デ・フリオ（C-5 Nueve de Julio） ※ 旧・『ボイシ（Boise）』
重巡洋艦
- ベインティシンコ・デ・マヨ級 - 2隻

ベインティシンコ・デ・マヨ（Veinticinco de Mayo）、アルミランテ・ブラウン（Almirante Brown）

#### 駆逐艦
WW I以前の駆逐艦
- コリエンテス級 - 3隻[4]

コリエンテス（Corrientes）、エントレ・リオス（Entre Rios）、ミシオネス（Misiones）
- サンティアゴ級 - 4隻

サン・ルイス（San Luis）、サンタ・フェ（Santa Fe）、サンティアゴ（Santiago）、トゥクマン（Tucuman）
- コルドバ級 - 2隻

コルドバ（Cordoba）、ラ・プラタ（La Plata）
- カタマルカ級 - 2隻

カタマルカ（Catamarca）、フフイ（Jujuy）
- マンドーサ級 - 4隻

マンドーサ（Mendoza）、リオハ（Rioja）、サルタ（Salta）、サン・ファン（San Juan）
大戦間の駆逐艦
- メンドサ級 - 3隻[5]

メンドサ（E-3 Mendoza）、ラ・リョーハ（E-4 La Rioja）、テュクマン（E-5 Tucuman）
- チュルカ級[6] - 2隻

セルバンテス（D-1 Cervantes）
フアン・デ・ガライ（D-2 Juan de Garay）
- ブエノス・アイレス級 - 7隻

ブエノス・アイレス（Buenos Aires）、コリエンテス（Corrientes）、エントレ・リオス（Entre Rios）、ミシオネス（Misiones）、サン・ファン（San Juan）、サン・ルイス（San Luis）、サンタ・クルス（Santa Cruz）
WW II後の駆逐艦
- 旧・米『フレッチャー』級 - 5隻

ブラウン（D-20 Brown） ※ 旧・『ヒーアマン（Heerman）』
エスポラ（D-21 Espora） ※ 旧・『ドーチ（Dortch）』
ロサレス（D-22 Rosales） ※ 旧・『ステンベル（Stembel）』
アルミランテ・ドメク・ガルシア（D-23 Almirante Domecq Garcia） ※ 旧・『ブレイン（Braine）』
アルミランテ・ストルニ（D-24 Almirante Storni） ※ 旧・『コーウェル（Cowell）』
- 旧・米『アレン・M・サムナー』級 - 4隻

セギ（D-25 Segui） ※ 旧・『ハンク（Hank）』
イポリト・ボウチャール（D-26 Hipólito Bouchard） ※ 旧・『ボリー（Borie）』
ピエドラ・ブエナ（D-29 Piedra Buena） ※ 旧・『コレット（Collett）』
エスポラ（D-31 Espora） ※ 旧・『マンスフィールド（Mansfield）』
- 旧・米『ギアリング』級 - 1隻

コモドロ・ピィ（D-27 Comodoro Py） ※ 旧・『パーキンス（Perkins）』
- 英『42』型 - 2隻

エルクレス（D-1 Hercules）、サンティシマ・トリニダー（D-2 Santisima Trinidad）
- アルミランテ・ブラウン級（独『MEKO360H2』型） - 4隻

アルミランテ・ブラウン（D-10 Almirante Brown）、ラ・アルヘンティーナ（D-11 La Argentina）、エロイナ（D-12 Heroina）、サランディ（D-13 Sarandi）

#### フリゲート
- 旧・英『リバー』級 - 1隻

エルクレス（P-31 Hercules） ※ 旧・『アッシュヴィル（Asheville）』
- 旧・米『タコマ』級 - 3隻

エロイナ（Heroina） ※旧・『リーディング（Reading）』
サランディ（Sarandi） ※ 旧・『ユニオンタウン（Uniontown）』
サンティシマ・トリニダー（Santisima Trinidad） ※ 旧・『カイコス（Caicos）』
- 旧・英『フラワー』級 - 1隻

レプブリカ（P-35 Republica） ※ 旧・『スミラックス（Smilax）』
- アソパルド級 - 2隻

アソパルド（P-35 Azopardo）、ピエドラ・ブエナ（P-36 Piedra Buena）
- ドゥルモン級（仏『A69』型） - 3隻[9]

ドゥルモン（P-31 Drummond） ※ 旧・『グッド・ホープ（Good Hope）』
ゲリコ（P-32 Guerrico） ※ 旧・『トランスヴァル（Transvaal）』
グランビーレ（P-33 Granville）
- エスポラ級（独『MEKO140A16』型） - 6隻

エスポラ（P-41 Espora）、ロサレス（P-42 Rosales）、スピロ（P-43 Spiro）、パルケル（P-44 Parker）、ロビンソン（P-45 Robinson）、ゴメス・ロカ（P-46 Gomez Roca）

#### コルベット
- キング級 - 2隻

ムラトゥーレ（P-20 Murature）、キング（P-21 King）
- PAM - 0隻（5隻計画中）

#### スループ
- ウルグアイ（Uruguay） - 1隻

### 潜水艦

#### 通常動力型潜水艦
WW IIまでの潜水艦
- サンタ・フェ級 - 3隻

サルタ（Salta）、サンタ・フェ（Santa Fé）、サンティアゴ・デル・エステロ（Santiago del Estero）
WW II以降の潜水艦
- 旧・米『バラオ』級 - 4隻

サンタ・フェ（S-11 Santa Fe） ※ 旧・『ランプレイ（Lamprey）』
サンティアゴ・デル・エステロ（S-12 Santiago del Estero） ※ 旧・『マカビ（Macabi）』
サンタ・フェ（S-21 Santa Fe） ※ 旧・『キャットフィッシュ（Catfish）』
サンティアゴ・デル・エステロ（S-22 Santiago del Estero） ※ 旧・『チヴォ（Chivo）』
- 独『209/1200』型 - 2隻

サルタ（S-31 Salta）、サン・ルイス（S-32 San Luis）
- 独『TR-1400』型 - 0隻（2隻計画中止）

- 独『TR-1700』型 - 2隻（2隻建造中止、2隻計画中止）

サンタ・クルス（S-41 Santa Cruz）、サン・ファン（S-42 San Juan）
※ 建造中止：
サンタ・フェ（S-43 Santa Fe）、サンティアゴ・デル・エステロ（S-44 Santiago del Estero）

### 機雷戦艦艇

#### 敷設艦艇
機雷敷設艦
- コリエンテス（Corrientes） - 1隻 ※ 元『BDM-2』

#### 掃海艦艇
沿岸掃海艇
- ボウチャール（Bouchard）級 - 9隻

フォーニエル（Fournier）、ドゥルモン（M-2 Drummond）、ロビンソン（M-3 Robinson）、グランビーレ（M-4 Granville）、ボウチャール（M-7 Bouchard）、ピイ（M-10 Py）、パルケル（M-11 Parker）、セアベル（M-12 Seaver）、エスピロ（M-13 Spiro）
- 旧・英『トン』型 - 6隻

ネウケン（M-1 Neuquen） ※ 旧・『ヒックルトン（Hickleton）』
リオ・ネグロ（M-2 Rio Negro） ※ 旧・『タールトン（Tarlton）』
チュブト（M-3 Chubut） ※ 旧・『サントン（Santon）』
ティエラ・デル・フエゴ（M-4 Tierra del Fuego） ※ 旧・『ベヴィントン（Bevington）』
チャコ（M-5 Chaco） ※ 旧・『リニントン（Rennington）』
フォルモサ（M-6 Formosa） ※ 旧・『イルミントン（Ilmington）』

### 両用戦艦艇

#### 揚陸艦艇
ドック型揚陸艦 （LSD ）
- 旧・米『アシュランド』級 - 1隻

カンディド・デ・ラサラ（Q-43 Candido de Lasala） ※ 旧・『ガンストン・ホール（Gunston Hall）』
- 旧・仏『ウーラガン』級 - 2隻

※ 旧・『ウーラガン（Ouragan）』
※ 旧・『オラージュ（Orage）』
戦車揚陸艦 （LST ）
- 米『デ・ソト・カウンティ（De Soto County）』級改型 - 1隻

カボ・サン・アントニオ（Q-42 Cabo San Antonio）
- 旧・米『LST-511』級 - 14隻

BDT-1、5、12、13、
カボ・サン・バルトロメ（Cabo San Bartolome） ※ 元『BDT-2』
カボ・サン・フランシスコ・デ・パウラ（Cabo San Francisco de Paula） ※ 元『BDT-3』
カボ・サン・ゴンサロ（Q-44 Cabo San Gonzalo） ※ 元『BDT-4』
カボ・サン・イシドロ（Q-46 Cabo San Isidro） ※ 元『BDT-6』
ドナ・エローラ（Dona Elora） ※ 元『BDT-7』
ドナ・ステリャ（Dona Stella） ※ 元『BDT-8』
ドナ・ドロテア（Dona Dorothea） ※ 元『BDT-9』
カボ・サン・ピオ（Q-50 Cabo San Pio） ※ 元『BDT-10』
ドナ・イルマ（Dona Irma） ※ 元『BDT-11』
カボ・サン・ビセンテ（Cabo San Vicente） ※ 元『BDT-14』
中型揚陸艦 （LSM ）
- 旧・米LSM - 2隻

BDM-1、2
- ラ・パタイア級 - 3隻

ラ・パタイア（La Pataia）、ラ・マイレ（La Maire）、レス・エクライレウルス（Les Eclaireurs）
戦車揚陸艇 （LCT ）
- 旧・米LCT - 2隻

Q-56 ※ 旧・『LCIL-583』
Q-57 BDI-4 ※ 旧・『LCIL-606』
機動揚陸艇 （LCM ）
- 旧・米LCM - 4隻

EDM-1、2、3、4
車両兵員揚陸艇 （LCVP ）
- 旧・米LCVP - 37隻

EDVP-1、2、3、4、5、6、7、8、9、10、11、12、13、14、15、16、17、18、19、20、21、22、23、24、25、26、27、28、29、30、31、32、33、34、35、36、37
- 旧・米LCIL - 15隻

BDI-1、2、3、4、5、6、7、8、9、10、11、12、13、14、15
- 国産LCVP - 8隻

#### 輸送艦艇
輸送艦
- リオ・ネグロ（Rio Negro） - 1隻

- インヘネリオ（Ingenerio） - 1隻

- イリバス（Iribas） - 1隻

- ピエドラブエナ（Piedrabuena） - 1隻

- ガルディア・ナシオナル（Guardia Nacional） - 1隻

- ビセンテ・フィデル・ロペス（Vicente Fidel Lopez） - 1隻

- バイア・ブランカ（Bahia Blanca） - 1隻 ※ 旧・独船

- アメリカ（America） - 1隻

- パタゴニア（Patagpnia） - 1隻

- パンパ級 - 2隻

パンパ（Pampa） ※ 元『リオ・ブエノ（Rio Bueno）』
チャコ（Chaco） ※ 元『リオ・クラロ（Rio Claro）』
- ベアグレ（Beagle） - 1隻

- レス・エクラプレウス（Les Eclapreurs）級 - 3隻

レス・エクラプレウス（Les Eclapreurs）、ラ・パタイア（La Pataia）、レ・マイレ（Le Maire）
- サン・フリアン（B-7 San Julian） - 1隻 ※ 旧・米『FS-281』

- コスタ・スル（Costa sur）級 - 3隻

カナル・ベアグレ（B-3 Canal Beagle）、バイア・サン・ブラス（B-4 Bahia San Blas）、カボ・デ・オルノス（B-5 Cabo de Hornos）
- バイア・アギーレ級 - 3隻

バイア・アギーレ（B-2 Bahia Aguirre）、バイア・ブエノ・スセソ（B-6 Bahia Buen Suceso）、バイア・テティス（B-8 Bahia Thetis）
貨物輸送艦
- アストラ・フェデリコ（Astra Federico）級 - 2隻

アストラ・フェデリコ（B-8 Astra Federico）、アストラ・バレンティーナ（B-9 Astra Valentina）
- リオ・ガリェーゴス（B-7 Rio Gallegos） - 1隻

### 哨戒艦艇

#### 哨戒・警備艦艇
砲艦
- パラナ級 - 2隻

パラナ（Parana）、ロサリオ（Rosario）
- Pilcomayo級 - 4隻

（Pilcomayo）、（Burmejo）、レプブリカ（Republica）、（Constitucion）
砲艇
- コマンダンテ-II型 - 2隻

（ELPR-1 Intrepida）、（ELPR-2 Indomita）
哨戒艦
- 旧・独『M-27』級掃海艇 - 4隻

M-1、2、3、4
- 旧・独『M-57』級掃海艇 - 6隻

M-5、6、7、8、9、10
- 旧・米『ATF』型 - 4隻

コマンダンテ・ヘネラル・イリゴージェン（A-1 Comandante General Irigoyen） ※ 旧・『（Caliuilla）』
コマンダンテ・ヘネラル・サピオラ（A-2 Comandante General Zapiola） ※ 旧・『アラパホ（Arapaho）』
（A-3 Francisco de Gurruchaga） ※ 旧・『（Luiseno）』
（A-6 Subofical Castillo） ※ 旧・『（Takelma）』
- 旧・米曳船 - 2隻

（A-3 Goyena） ※ 旧・『ドライ・トートゥガス（Dry Tortugas）』
トンプソン（A-4 Thompson） ※ 旧・『ソンブレロ・キー（Sombrero Key）』
- 旧・米『ATA』型 - 6隻

ディアギタ（A-5 Diaguita） ※ 旧・『ATA-124』
ヤマーナ（A-6 Yamana） ※ 旧・『ATA-126』
チリガノ（A-7 Chiriguano） ※ 旧・『ATA-227』
サナビロン（A-8 Sanaviron） ※ 旧・『ATA-228』
アルフレス・ソブラル（A-9 Alferez Sobral） ※ 旧・『ATA-187』
コモドーロ・ソメジェーラ（A-10 Comodoro Somellera） ※ 旧・『ATA-210』
- エレブス（Erebus） - 1隻 ※ 旧・仏オイルフェンス展張船『フォート・グッドホープ（Fort Good Hope）』

- テニエンテ・オリビエリ（A-2 Teniente Olivieri） - 1隻 ※ 旧・米オイルフェンス展張船『マーシー（Marsea）』

- ブシャール級（OPV 87型） - 4隻[20]

ブシャール（Bouchard、旧・『L'Adroit』）、ピエドラブエナ（Piedrabuena）、ストーニ（Storni）、コントラールミラント・コルデロ（Contraalmirante Cordero）
哨戒艇
- ダブール級 - 4隻

バラデロ（P-61 Baradero）、バランゲラス（P-62 Barrangueras）、クロリンダ（P-63 Clorinda）、コンセプシオン・デル・ウルグアイ（P-64 Concepcion del Uruguay）
- スルビ（P-55 Surubi） - 1隻

- （GC-31） - 1隻

- 旧・米『82フィート』型 - 2隻

（P-65 Punta Mogotes）※ 旧・『（Point Hobart）』
（P-66 Rio Santiago）※ 旧・『（Point Carrew）』
水雷艇
- Ferre級 - 4隻 ※ ヤーロー1880-2型

（Ferre）、（Enrique Py）、（Centella）、（Alerta）
- Nos 1級 - 2隻 ※ ソーニクロフト1880型

Nos 1、2
- Commodoro Py級 - 2隻 ※ ソーニクロフト1890型

（Comodoro Py）、（Murature）
- Nos 1級 - 8隻 ※ ヤーロー1890型

Nos 1、2、3、4、5、6、7、8
- Bathrst級 - 6隻 ※ ヤーロー1890型

（Buchardo）、（Thorne）、ピネド（Pinedo）、キング（King）、ホルヘ（Jorge）、バサースト（Bathrst）

#### 高速戦闘艇
魚雷艇
- 旧・米『ヒギンス』級 - 9隻

P-81、（P-82 Alakush）、P-83、（P-84 Towora）、イントレピダ（P-85 Intrepida）、インドミタ（P-86 Indomita）、P-87、P-88、P-89
ミサイル艇
- 『TNC-45』型 - 2隻[22]

イントレピダ（P-85 Intrepida）、インドミタ（P-86 Indomita）

### 補助艦艇

#### 補給艦艇
補給艦
- 旧・仏『デュランス』級 - 1隻

パタゴニア（B-1 Patagonia） ※ 旧・『デュランス（Durance）』
給油艦・油槽艦
- （Aristobulo del Valle） - 1隻

- （Ministro Ezcurra） - 1隻

- （Punta Alta） - 1隻

- （B-12 Punta Alda） - 1隻

- Punta Ninfas級 - 3隻 ※ 旧・米艦

（Punta Ninfas） ※ 旧・『ブラック・バイユー（Black Bayou）』
（B-16 Punta Delgata） ※ 旧・『シュガーランド（Sugarland）』
（Punta Loyola） ※ 旧・『カピタン（Capitan）』
- Punta Ninfas級 - 2隻 ※ 旧・米艦

（Punta Ciguena） ※ 旧・『サルファー・ブラフ（Sulphur Bluff）』
（Punta Rasa） ※ 旧・『ソルト・クリーク（Salt Creek）』
- （B-18 Punta Medanos） - 1隻

- Puerto Rosales級 - 2隻

（Puerto Rosales）、（Campo Duran）
- （B-13 Ingeniero Julio Krause） - 1隻

輸送船・運送船
- パンパ級 - 2隻

パンパ（Pampa）、チャコ（Chaco）
- （Guardia Nacional） - 1隻

- （Primeiro de Maio） - 1隻

#### 支援艦艇
工作艦
- Ingeniero Gadda級 - 2隻 ※ 旧・米LST

（Ingeniero Gadda） ※ 旧・『LST-82』
（Ingeniero Iribas） ※ 旧・『LST-81』

#### 練習艦艇
練習艦
- プレシデンテ・サルミエント（Q-1 Presidente Sarmiento） - 1隻

（Q-31 Piloto Alsina） - 1隻 ※ 元『シウダー・デ・フォルモサ（Ciudad de Formosa）』
帆装練習艦
- リベルタ（Q-2 Libertad） - 1隻

- Fortuna級 - 3隻 ※ ヨット

（Q-74 Fortuna-I）、（Q-75 Fortuna-II ）、（Q-76 Fortuna-III）
- （Q-73 Itati-II） - 1隻 ※ ヨット

- （Adhara） - 1隻 ※ ヨット

- （Tijuca） - 1隻 ※ ヨット

漁業訓練船
- （Q-51 Luisito） - 1隻

#### その他
測量艦
- （Alferez Mackinlay） - 1隻

- （Capitan Canepa）[23] - 1隻

- （B-4 Ushuaia） - 1隻

- （Islas Orcadas）[24] - 1隻

- サン・ファン級 - 2隻

サン・ファン（San Juan）、サン・ルイス（San Luis）
- Puerto Deseado級 - 2隻

（Q-8 Puerto Deseado）、（Alvaro Alberto）
- （Capitan Oca Balde） - 1隻 ※ 海洋観測船

- （Q-11 Comodoro Rivadavia） - 1隻

- （Q-20 Puerto Deseado） - 1隻

測量艇
- コルモラン（Q-15 Cormoran） - 1隻

- ペトレル（Q-16 Petrel） - 1隻

砕氷艦
- （Q-4 General San Martin） - 1隻

- 『Wartsila』型 - 1隻

アルミランテ・イリサール（Q-5 Almirante Irizar）
病院船
- バイアパライソ（Q-6 Bahia Paraiso） - 1隻

曳船
- フルトン（Fulton） - 1隻

- Techuelche級 - 2隻

（Techuelche）、（Fueguino）
- Ona級 - 2隻

（Ona）、（Querandi）
- （Azopardo） - 1隻

- （Mataras） - 1隻 ※ 旧・加『（Snohomish）』

- Quilmes級 - 2隻

（R-32 Quilmes）、（R-33 Guaycuru）
- Pehuenche級 - 2隻

（R-29 Pehuenche）、（R-30 Tonocote）
- Mataco級 - 5隻

（R-1 Huarpe）、（R-4 Mataco）、（R-7 Ona）、（R-8 Toba）、（R-13 Puelche）
- Querandi級 - 2隻

（R-2 Querandi）、（R-3 Tehuelche）
- Charrua級 - 2隻 ※ 旧・米艦

（Charrua） ※ 旧・『LT-224』
（Guarani） ※ 旧・『LT-817』
- 旧・米曳船 - 6隻

（R-5 Mocovi） ※ 旧・『YTL-441』
（R-6 Calchaqui） ※ 旧・『YTL-445』
（R-10 Chulupi） ※ 旧・『YTL-426』
（R-16 Capayan） ※ 旧・『YTL-443』
（R-18 Chaquillan） ※ 旧・『YTL-444』
（R-19 Morcoyan） ※ 旧・『YTL-448』
作業艇・雑役船
- 旧・米『Red』級 - 3隻

（Q-61 Ciudad de Zarate） - 1隻 ※ 旧・『レッド・シダー（Red Cedar）』
（Q-62 Ciudad de Rosario） - 1隻 ※ 旧・『レッド・ウッド（Red Wood）』
（Q-63 Punta Alta） - 1隻 ※ 旧・『レッド・バーチ（Red Birch）』
サルベージ船
- 旧・英サルベージ船 - 1隻

（Q-81 Guardiamarina Zicari） ※ 旧・『キングフィッシャー（Kingfisher）』
クレーン船
- （Pilcomayo） - 1隻

- サンバ（Samba） - 1隻 ※ 旧・米『LST-1104』、

浮ドック
- 各型 - 7隻

Y-1、Y-2、Y-3、A、B、C
大統領ヨット
- （Q-72 Tequara） - 1隻

## 関連組織所属船艇

### コーストガード

#### 警備救難業務用船艇
巡視船
- 西『HALCON』型 - 5隻

（GC-24 Mantilla）、（GC-25 Azopardo）、（GC-26 Thomson）、（GC-27 Prefecto Pique）、（GC-28 Prefecto Derbes）
巡視艇
- （GC-13 Delfin） - 1隻

- Lynch級 - 3隻

（GC-21 Lynch）、（GC-22 Toll）、（GC-23 Erezcano）
- （GC-43 Mandubi） - 1隻

- （GC-45 Robalo） - 1隻

- （GC-46 Pacu） - 1隻

- 独『Z-28』型 - 18隻

マル・デル・プラタ（GC-64 Mar del Plata）、（GC-65 Martin Garcia）、（GC-66 Rio Lujan）、リオ・ウルグアイ（GC-67 Rio Uruguay）、リオ・パラグアイ（GC-68 Rio Paraguay）、リオ・パナマ（GC-69 Rio Parana）、リオ・プラタ（GC-70 Rio Plata）、ラ・プラタ（GC-71 La Plata）、ブエノスアイレス（GC-72 Buenos Aires）、（GC-73 Cabo Corrientes）、（GC-74 Quequen）、バイアブランカ（GC-75 Bahia Blanca）、（GC-76 Ingeniero White）、（GC-77 Golfo San Matias）、（GC-78 Madryn）、（GC-79 Rio Deseado）、ウスアイア（GC-80 Ushuaia）、（GC-81 Canal De Beagle）
- GC-48級 - 35隻

GC-48、49、50、51、52、53、54、55、56、57、58、59、60、61、88、89、90、91、92、93、94、95、102、103、104、105、106、107、108、109、110、111、112、113、114
- （GC-101 Dorado） - 1隻

- （GC-102 Anchoa） - 1隻

- （GC-106 Narval） - 1隻

- （GC-114 Riomar） - 1隻

- （GC-115 Talita-II） - 1隻

- （GC-117 Adhara-II） - 1隻

- 『21フィート・ハリケーン』型 - 6隻

SR-2901、2902、2903、2904、2905、2906
- 各型 - 1隻

ST-4
消防船
- （SI-1 Rodolfo d'Agostini） - 1隻

#### 教育業務用船艇
練習船
- エスペランサ（Esperanza） - 1隻

- （Adhara-II） - 1隻

- （Talita-II） - 1隻

練習帆船
- （Dr Bernardo Houssay） - 1隻 ※ 元・『（Q-7 El Austral）』、旧・米『アトランティス（Atlantis）』

#### その他
水先船母船
- （SP-24 Recalada） - 1隻

水先船
- 各型 - 35隻

SP-1、2、3、4、5、6、7、8、9、10、11、12、13、（SP-14 Lago Alumine）、（SP-15 Lago Traful）、（SP-16 Lago Colhue）、（SP-17 Lago Mascardi）、（SP-18 Lago Argentino）、（SP-19 Lago Nahuel Huapi）、（SP-20 Lago Viedma）、（SP-21 Lago San Martin）、（SP-22 Lago Buenos Aires）、（SP-23 Lago Faviano）、（SP-24 Lago Lacar）、（SP-25 Lago Cardiel）、（SP-26 Lago Musters）、（SP-27 Lago Quillen）、（SP-28 Lago Roca）、（SP-29 Lago Puelo）、（SP-30 Lago Futalaufquen）、（SP-31 Lago Falkner）、（SP-32 Lago Fontana）、（SP-33 Lago Huechulafquen）、（SP-34 Lago Colhe Huapi）、（SP-35 Lago Yehuin）
ランチ
- 『Bazan-39』型 - 1隻

（GC-142 Surel）
- Inacayal級 - 2隻 ※ 河用ランチ

（Inacayal）、（Sayhueque）
- ナムンクラ（Namuncura） - 1隻 ※ 河用ランチ

- 『Alucat 1050』型 - 10隻 ※ 河用ランチ

（GC-137 Cormoran）、（GC-138 Cisne）、（GC-139 Pejerrey）、（GC-143 Surubi）、（GC-144 Boga）、（GC-145 Sabalo）、（GC-146 Huala）、（GC-147 Pacu）、（GC-148 Manduruyu）、（GC-149 Corvina）
- 『Alucat 850』型 - 33隻 ※ 湖用ランチ

GC-152、153、154、155、156、157、158、159、160、161、162、163、164、165、166、167、168、169、170、171、172、173、174、175、176、177、178、179、180、181、182、183、184
曳船
- （GC-47 Tonina） - 1隻

- 各型 - 7隻

SB-2、3、4、5、（SB-8 Canal Emilio Mitre）、（SB-9 Canal Costanero）、（SI-4 P.De Buenos Aires）